# Autentyzm (poezja)
Autentyzm – kierunek w polskiej poezji stworzony w późnym dwudziestoleciu międzywojennym, uznający za przedmiot poezji jedynie osobiste przeżycia i doświadczenia życiowe autora, przedstawione w sposób możliwie jak najbardziej szczery, bezpośredni, subiektywny i nieskrępowany przez obowiązujące konwencje. Jego twórcy głosili „jedność prawdy artystycznej i życiowej”.
Autentyzm podejmował przy tym najczęściej tematykę wiejską. Teoretycznie był bliski ówczesnym tendencjom głoszącym wznowienie tradycji naturalistycznej i realistycznej, zaś opozycyjny wobec twórczości skamandrytów jak i nurtów awangardowych.
Literaci skupieni wokół miesięcznika „Okolica Poetów” byli związani z autentyzmem. Inicjatorem tego kierunku był Stanisław Czernik, choć za głównego twórcę tego nurtu uważa się Jana Bolesława Ożoga. Ożóg dał głos autentyzmowi w swoim zbiorze programowych felietonów pt. Z manowców na prostą drogę. Istotne dla powstawania tego kierunku były także artykuły Czernika: Styl w liryce, Co i jak, Fantazjotwórstwo poetyckie. Krytyka często kwestionowała postulaty twórców teorii tego nurtu, oskarżając ich także o wtórność artystyczną.
Poetą bliskim nurtowi autentyzmu był Józef Krupiński; jego zwolennikami byli także Stanisław Piętak i Marian Czuchnowski.
Termin „autentyzm”, jeszcze przed powstaniem całego kierunku, był używany przez Zofię Nałkowską na określenie pewnych tendencji literackich.